# Dollodon
Dollodon ("Dollův zub") byl rod ornitopodního dinosaura, který žil v období rané křídy v průběhu geologického věku barrem a možná i spodní apt (asi před 126 až 122 miliony let). Jeho fosilní pozůstatky byly nalezeny v Belgii (Bernissart) a možná i v Německu a Anglii. 

## Popis

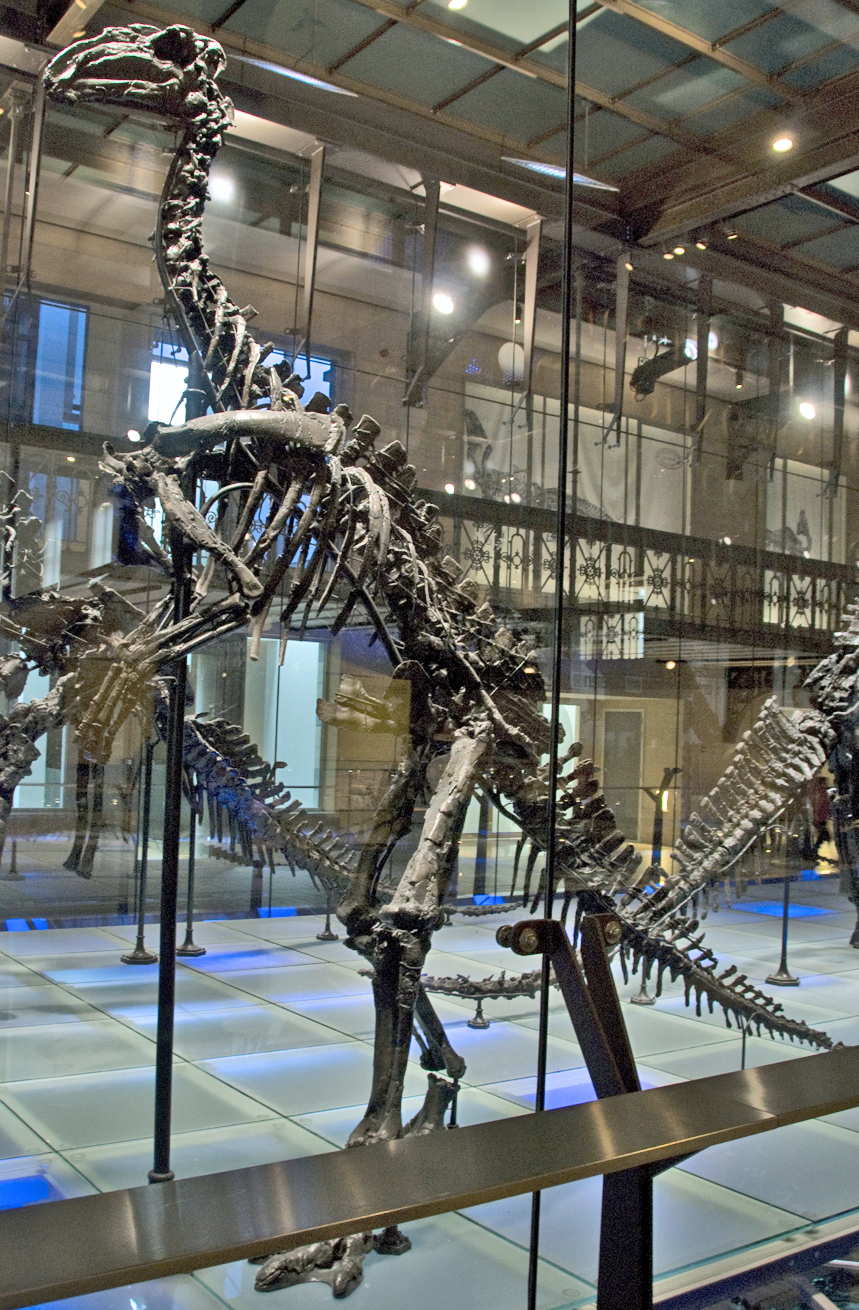
IRSNB 1551, holotyp dinosaura Dollodon bampingi, vystavený v Královském belgickém institutu Přírodních věd v Bruselu.

Tento býložravec byl lehké postavy, asi 6,5 metrů dlouhý a vážil kolem 1100 kg. Je znám jenom jeden druh tohoto rodu, Dollodon bampingi. Jeho holotyp, IRSNB 1551, byl původně připsán druhu Iguanodon mantelli a dlouhou doby se také soudilo, že patří k druhu Iguanodon atherfieldensis. Roku 2008 ho Gregory S. Paul klasifikoval jako samostatný rod i druh. Jméno rodu je odvozeno od příjmení paleontologa Louise Dolla, který pozůstatky tohoto tvora popsal jako první.